# Normal Life
Pour plus de détails, voir Fiche technique et Distribution.
Normal Life est un film américain réalisé par John McNaughton, sorti en 1996.

## Synopsis
Un agent de police, follement épris d'une jeune femme mentalement instable, va basculer du jour au lendemain dans le braquage de banque.

## Fiche technique
- Titre : Normal Life
- Réalisation : John McNaughton
- Scénario : Peg Haller & Bob Schneider
- Musique : Ken Hale & Robert McNaughton
- Photographie : Jean de Segonzac
- Montage : Elena Maganini
- Production : Richard Maynard & John Saviano
- Sociétés de production : Fine Line Features, New Line Cinema, Normal Life Productions, Spelling Entertainment International
- Société de distribution : Fine Line Features
- Pays :  États-Unis
- Langue : Anglais
- Format : Couleur - Ultra Stereo - 35 mm - 1.85:1
- Genre : Drame
- Durée : 97 min
- Classification : États-Unis : R (scènes de violence, de sexe, usage de drogue et vulgarité de langage)

## Distribution
- Ashley Judd (VF : Céline Monsarrat) : Pam Anderson
- Luke Perry (VF : Lionel Tua) : Chris Anderson
- Bruce A. Young : Agent Parker
- Dawn Maxey : Eva
- Jim True-Frost : Mike Anderson
- Edmund Wyson (VF : Luc Boulad) : Darren
- Michael Skewes : Officier Swift
- Scott Cummins : Hank Chilton
- Kate Walsh : Cindy Anderson
- Tom Towles : Frank Anderson
- Penelope Milford : Adele Anderson